# Mprouno Chalkiadakīs
Mprouno Araouzo Chalkiadakīs, nato Bruno Pereira da Silva Araújo (in greco Μπρούνο Αραούζο Χαλκιαδάκης?; Viçosa do Ceará, 7 agosto 1993), è un calciatore brasiliano naturalizzato greco, centrocampista dell'Afantou.

## Caratteristiche tecniche
È un esterno destro.

## Carriera

### Club
Ha giocato nella prima divisione greca.

### Nazionale
Nel 2012 ha giocato 3 partite con la nazionale greca Under-19.